# Criteriul Dauphiné 2021
Critériul Dauphiné 2021 a fost cea de a 73-a ediție a Critériului Dauphiné cursă de ciclism pe etape. Cele opt etape ale cursei au început în Issoire pe 30 mai 2021 și s-au încheiat în Les Gets pe 6 iunie 2021 fiind a nouăsprezecea din cele 31 de curse din Circuitul mondial UCI 2021. Criteriul Dauphiné este privit ca o avanpremieră pentru Turul Franței care va avea loc luna următoare, mai mulți candidați pentru clasamentul general al Turului urmând a participa la cursă.

## Echipe participante
Cum Criteriul Dauphiné este un eveniment din cadrul Circuitului mondial UCI 2021, toate cele 19 echipe UCI au fost invitate automat și obligate să aibă o echipă în cursă. Patru echipe profesioniste continentale au primit wildcard. 

### Echipe UCI World
| - AG2R Citroën Team - Astana-Premier Tech - Bora–Hansgrohe - Cofidis - Deceuninck–Quick-Step - EF Education-Nippo - Groupama–FDJ - Ineos Grenadiers - Intermarché-Wanty-Gobert Matériaux - Israel Start-Up Nation | - Lotto Soudal - Movistar Team - Team Bahrain Victorious - Team BikeExchange - Team DSM - Team Jumbo–Visma - Team Qhubeka Assos - Trek-Segafredo - UAE Team Emirates |  |

### Echipe continentale profesioniste UCI
| - Arkéa–Samsic | - B&B Hotels p/b KTM |  |

## Etapele programate
| Etapa | Dată   | Start – Sosire                             | type                  | Distanță (km) | Elevation (m) | Câștigător         | Liderul global    |
| ----- | ------ | ------------------------------------------ | --------------------- | ------------- | ------------- | ------------------ | ----------------- |
| 1     | 30 mai | Issoire – Issoire                          | etapă valonată        | 182,52        | 2.308 m       | Brent Van Moer     | Brent Van Moer    |
| 2     | 31 mai | Brioude – Saugues                          | etapă valonată        | 173,28        | 3.224 m       | Lukas Pöstlberger  | Lukas Pöstlberger |
| 3     | 1 iun  | Langeac – Saint-Haon-le-Vieux              | etapă valonată        | 171,56        | 2.095 m       | Sonny Colbrelli    | Lukas Pöstlberger |
| 4     | 2 iun  | Firminy – Roche-la-Molière                 | contratimp individual | 16,53         | 317 m         | Alexei Luțenko     | Lukas Pöstlberger |
| 5     | 3 iun  | Saint-Chamond – Saint-Vallier              | etapă valonată        | 171,04        | 2.209 m       | Geraint Thomas     | Lukas Pöstlberger |
| 6     | 4 iun  | Loriol-sur-Drôme – Le Sappey-en-Chartreuse | etapă intermediară    | 167,26        | 2.706 m       | Alejandro Valverde | Alexei Luțenko    |
| 7     | 5 iun  | Saint-Martin-le-Vinoux – La Plagne         | etapă de munte        | 171,53        | 4.163 m       | Mark Padun         | Richie Porte      |
| 8     | 6 iun  | La Léchère – Les Gets                      | etapă de munte        | 147           | 4.190 m       | Mark Padun         | Richie Porte      |

## Etape

### Etapa 1
30 mai 2021 — Issoire - Issoire, 182 km (113 mi)
| Loc | Concurent          | Echipă                  | Timp       |
| --- | ------------------ | ----------------------- | ---------- |
| 1   | Brent Van Moer     | Lotto Soudal            | 4h 13' 00" |
| 2   | Sonny Colbrelli    | Team Bahrain Victorious | +25"       |
| 3   | Clément Venturini  | AG2R Citroën Team       | +25"       |
| 4   | Jasper Stuyven     | Trek-Segafredo          | +25"       |
| 5   | Kaden Groves       | Team BikeExchange       | +25"       |
| 6   | Nils Politt        | Bora–Hansgrohe          | +25"       |
| 7   | Michał Kwiatkowski | Ineos Grenadiers        | +25"       |
| 8   | Kasper Asgreen     | Deceuninck–Quick-Step   | +25"       |
| 9   | Alex Aranburu      | Astana-Premier Tech     | +25"       |
| 10  | Alejandro Valverde | Movistar Team           | +25"       |

| Loc | Concurent          | Echipă                  | Timp       |
| --- | ------------------ | ----------------------- | ---------- |
| 1   | Brent Van Moer     | Lotto Soudal            | 4h 13' 00" |
| 2   | Sonny Colbrelli    | Team Bahrain Victorious | +25"       |
| 3   | Clément Venturini  | AG2R Citroën Team       | +25"       |
| 4   | Jasper Stuyven     | Trek-Segafredo          | +25"       |
| 5   | Kaden Groves       | Team BikeExchange       | +25"       |
| 6   | Nils Politt        | Bora–Hansgrohe          | +25"       |
| 7   | Michał Kwiatkowski | Ineos Grenadiers        | +25"       |
| 8   | Kasper Asgreen     | Deceuninck–Quick-Step   | +25"       |
| 9   | Alex Aranburu      | Astana-Premier Tech     | +25"       |
| 10  | Alejandro Valverde | Movistar Team           | +25"       |

### Etapa a 2-a
31 mai 2021 — Brioude - Saugues, 173 km (107 mi)
| Loc | Concurent          | Echipă                  | Timp       |
| --- | ------------------ | ----------------------- | ---------- |
| 1   | Lukas Pöstlberger  | Bora–Hansgrohe          | 4h 25' 20" |
| 2   | Sonny Colbrelli    | Team Bahrain Victorious | +11"       |
| 3   | Alejandro Valverde | Movistar Team           | +11"       |
| 4   | Kasper Asgreen     | Deceuninck–Quick-Step   | +11"       |
| 5   | Sven Erik Bystrøm  | UAE Team Emirates       | +11"       |
| 6   | Patrick Konrad     | Bora–Hansgrohe          | +11"       |
| 7   | Ilan Van Wilder    | Team DSM                | +11"       |
| 8   | Greg Van Avermaet  | AG2R Citroën Team       | +11"       |
| 9   | Alex Aranburu      | Astana-Premier Tech     | +11"       |
| 10  | David Gaudu        | Groupama–FDJ            | +11"       |

| Loc | Concurent          | Echipă                  | Timp       |
| --- | ------------------ | ----------------------- | ---------- |
| 1   | Lukas Pöstlberger  | Bora–Hansgrohe          | 8h 38' 32" |
| 2   | Sonny Colbrelli    | Team Bahrain Victorious | +12"       |
| 3   | Alejandro Valverde | Movistar Team           | +20"       |
| 4   | Kasper Asgreen     | Deceuninck–Quick-Step   | +20"       |
| 5   | Alex Aranburu      | Astana-Premier Tech     | +24"       |
| 6   | Patrick Konrad     | Bora–Hansgrohe          | +24"       |
| 7   | Michael Valgren    | EF Education-Nippo      | +24"       |
| 8   | Guillaume Martin   | Cofidis                 | +24"       |
| 9   | Geraint Thomas     | Ineos Grenadiers        | +24"       |
| 10  | Ilan Van Wilder    | Team DSM                | +24"       |

### Etapa a 3-a
1 iunie 2021 — Langeac - Saint-Haon-le-Vieux, 172,5 km (107,2 mi)
| Loc | Concurent         | Echipă                  | Timp       |
| --- | ----------------- | ----------------------- | ---------- |
| 1   | Sonny Colbrelli   | Team Bahrain Victorious | 3h 56' 36" |
| 2   | Alex Aranburu     | Astana-Premier Tech     | +0"        |
| 3   | Brandon McNulty   | UAE Team Emirates       | +0"        |
| 4   | Jasper Stuyven    | Trek-Segafredo          | +0"        |
| 5   | Wilco Kelderman   | Bora–Hansgrohe          | +0"        |
| 6   | Clément Venturini | AG2R Citroën Team       | +0"        |
| 7   | Carlos Barbero    | Team Qhubeka Assos      | +0"        |
| 8   | Clément Russo     | Arkéa–Samsic            | +0"        |
| 9   | Tim Wellens       | Lotto Soudal            | +0"        |
| 10  | Kasper Asgreen    | Deceuninck–Quick-Step   | +0"        |

| Loc | Concurent          | Echipă                  | Timp        |
| --- | ------------------ | ----------------------- | ----------- |
| 1   | Lukas Pöstlberger  | Bora–Hansgrohe          | 12h 35' 08" |
| 2   | Sonny Colbrelli    | Team Bahrain Victorious | +2"         |
| 3   | Alex Aranburu      | Astana-Premier Tech     | +18"        |
| 4   | Alejandro Valverde | Movistar Team           | +20"        |
| 5   | Kasper Asgreen     | Deceuninck–Quick-Step   | +23"        |
| 6   | Quentin Pacher     | Cofidis                 | +24"        |
| 7   | Patrick Konrad     | Bora–Hansgrohe          | +24"        |
| 8   | Geraint Thomas     | Ineos Grenadiers        | +24"        |
| 9   | Ilan Van Wilder    | Team DSM                | +24"        |
| 10  | Steven Kruijswijk  | Team Jumbo–Visma        | +24"        |

### Etapa a 4-a
2 iunie 2021 — Firminy - Roche-la-Molière, 16,4 km (10,2 mi) (ITT)
| Loc | Concurent         | Echipă                | Timp    |
| --- | ----------------- | --------------------- | ------- |
| 1   | Alexei Luțenko    | Astana-Premier Tech   | 21' 36" |
| 2   | Ion Izagirre      | Astana-Premier Tech   | +8"     |
| 3   | Kasper Asgreen    | Deceuninck–Quick-Step | +9"     |
| 4   | Wilco Kelderman   | Bora–Hansgrohe        | +12"    |
| 5   | Ilan Van Wilder   | Team DSM              | +13"    |
| 6   | Richie Porte      | Ineos Grenadiers      | +15"    |
| 7   | Jonas Vingegaard  | Team Jumbo–Visma      | +17"    |
| 8   | Brandon McNulty   | UAE Team Emirates     | +21"    |
| 9   | Lukas Pöstlberger | Bora–Hansgrohe        | +23"    |
| 10  | Geraint Thomas    | Ineos Grenadiers      | +23"    |

| Loc | Concurent         | Echipă                | Timp        |
| --- | ----------------- | --------------------- | ----------- |
| 1   | Lukas Pöstlberger | Bora–Hansgrohe        | 12h 57' 07" |
| 2   | Alexei Luțenko    | Astana-Premier Tech   | +1"         |
| 3   | Kasper Asgreen    | Deceuninck–Quick-Step | +9"         |
| 4   | Ion Izagirre      | Astana-Premier Tech   | +9"         |
| 5   | Wilco Kelderman   | Bora–Hansgrohe        | +13"        |
| 6   | Ilan Van Wilder   | Team DSM              | +14"        |
| 7   | Richie Porte      | Ineos Grenadiers      | +16"        |
| 8   | Geraint Thomas    | Ineos Grenadiers      | +24"        |
| 9   | Patrick Konrad    | Bora–Hansgrohe        | +32"        |
| 10  | Ben O'Connor      | AG2R Citroën Team     | +34"        |

### Etapa a 5-a
3 iunie 2021 — Saint-Chamond - Saint-Vallier, 175,4 km (109,0 mi)
| Loc | Concurent          | Echipă                  | Timp       |
| --- | ------------------ | ----------------------- | ---------- |
| 1   | Geraint Thomas     | Ineos Grenadiers        | 4h 02' 15" |
| 2   | Sonny Colbrelli    | Team Bahrain Victorious | +0"        |
| 3   | Alex Aranburu      | Astana–Premier Tech     | +0"        |
| 4   | Carlos Barbero     | Team Qhubeka Assos      | +0"        |
| 5   | Mads Würtz Schmidt | Israel Start-Up Nation  | +0"        |
| 6   | Michael Valgren    | EF Education–Nippo      | +0"        |
| 7   | Patrick Konrad     | Bora–Hansgrohe          | +0"        |
| 8   | Alejandro Valverde | Movistar Team           | +0"        |
| 9   | Harry Sweeny       | Lotto Soudal            | +0"        |
| 10  | Franck Bonnamour   | B&B Hotels p/b KTM      | +0"        |

| Loc | Concurent         | Echipă                | Timp        |
| --- | ----------------- | --------------------- | ----------- |
| 1   | Lukas Pöstlberger | Bora–Hansgrohe        | 16h 59' 22" |
| 2   | Alexei Luțenko    | Astana-Premier Tech   | +1"         |
| 3   | Kasper Asgreen    | Deceuninck–Quick-Step | +6"         |
| 4   | Ion Izagirre      | Astana-Premier Tech   | +9"         |
| 5   | Wilco Kelderman   | Bora–Hansgrohe        | +13"        |
| 6   | Geraint Thomas    | Ineos Grenadiers      | +14"        |
| 7   | Ilan Van Wilder   | Team DSM              | +14"        |
| 8   | Richie Porte      | Ineos Grenadiers      | +16"        |
| 9   | Patrick Konrad    | Bora–Hansgrohe        | +32"        |
| 10  | Ben O'Connor      | AG2R Citroën Team     | +34"        |

### Etapa a 6-a
4 iunie 2021 — Loriol-sur-Drôme - Le Sappey-en-Chartreuse, 167,5 km (104,1 mi)
| Loc | Concurent          | Echipă                  | Timp       |
| --- | ------------------ | ----------------------- | ---------- |
| 1   | Alejandro Valverde | Movistar Team           | 3h 52' 53" |
| 2   | Tao Geoghegan Hart | Ineos Grenadiers        | +0"        |
| 3   | Patrick Konrad     | Bora–Hansgrohe          | +0"        |
| 4   | Wilco Kelderman    | Bora–Hansgrohe          | +0"        |
| 5   | Enric Mas          | Movistar Team           | +0"        |
| 6   | Sepp Kuss          | Team Jumbo–Visma        | +0"        |
| 7   | Alexei Luțenko     | Astana-Premier Tech     | +0"        |
| 8   | Jack Haig          | Team Bahrain Victorious | +0"        |
| 9   | Ben Hermans        | Israel Start-Up Nation  | +0"        |
| 10  | Steven Kruijswijk  | Team Jumbo–Visma        | +0"        |

| Loc | Concurent          | Echipă                  | Timp        |
| --- | ------------------ | ----------------------- | ----------- |
| 1   | Alexei Luțenko     | Astana-Premier Tech     | 20h 52' 16" |
| 2   | Ion Izagirre       | Astana-Premier Tech     | +8"         |
| 3   | Wilco Kelderman    | Bora–Hansgrohe          | +12"        |
| 4   | Geraint Thomas     | Ineos Grenadiers        | +13"        |
| 5   | Ilan Van Wilder    | Team DSM                | +13"        |
| 6   | Richie Porte       | Ineos Grenadiers        | +15"        |
| 7   | Patrick Konrad     | Bora–Hansgrohe          | +27"        |
| 8   | Jack Haig          | Team Bahrain Victorious | +34"        |
| 9   | Steven Kruijswijk  | Team Jumbo–Visma        | +39"        |
| 10  | Miguel Ángel López | Movistar Team           | +42"        |

### Etapa a 7-a
5 iunie 2021 — Saint-Martin-le-Vinoux - La Plagne, 171,5 km (106,6 mi)
| Loc | Concurent          | Echipă                  | Timp       |
| --- | ------------------ | ----------------------- | ---------- |
| 1   | Mark Padun         | Team Bahrain Victorious | 4h 35' 07" |
| 2   | Richie Porte       | Ineos Grenadiers        | +34"       |
| 3   | Miguel Ángel López | Movistar Team           | +43"       |
| 4   | Jack Haig          | Team Bahrain Victorious | +43"       |
| 5   | Ben O'Connor       | AG2R Citroën Team       | +47"       |
| 6   | Sepp Kuss          | Team Jumbo–Visma        | +52"       |
| 7   | David Gaudu        | Groupama–FDJ            | +56"       |
| 8   | Enric Mas          | Movistar Team           | +56"       |
| 9   | Geraint Thomas     | Ineos Grenadiers        | +59"       |
| 10  | Alexei Luțenko     | Astana-Premier Tech     | +1' 00"    |

| Loc | Concurent              | Echipă                  | Timp        |
| --- | ---------------------- | ----------------------- | ----------- |
| 1   | Richie Porte           | Ineos Grenadiers        | 25h 28' 06" |
| 2   | Alexei Luțenko         | Astana-Premier Tech     | +17"        |
| 3   | Geraint Thomas         | Ineos Grenadiers        | +29"        |
| 4   | Wilco Kelderman        | Bora–Hansgrohe          | +33"        |
| 5   | Jack Haig              | Team Bahrain Victorious | +34"        |
| 6   | Miguel Ángel López     | Movistar Team           | +38"        |
| 7   | Ion Izagirre           | Astana-Premier Tech     | +38"        |
| 8   | Ben O'Connor           | AG2R Citroën Team       | +1' 00"     |
| 9   | David Gaudu            | Groupama–FDJ            | +1' 12"     |
| 10  | Aurélien Paret-Peintre | AG2R Citroën Team       | +1' 17"     |

### Etapa a 8-a
6 iunie 2021 — La Léchère-les-Bains - Les Gets, 147 km (91 mi)
| Loc | Concurent        | Echipă                  | Timp       |
| --- | ---------------- | ----------------------- | ---------- |
| 1   | Mark Padun       | Team Bahrain Victorious | 4h 06' 49" |
| 2   | Jonas Vingegaard | Team Jumbo–Visma        | +1' 36"    |
| 3   | Patrick Konrad   | Bora–Hansgrohe          | +1' 36"    |
| 4   | Ben O'Connor     | AG2R Citroën Team       | +1' 57"    |
| 5   | David Gaudu      | Groupama–FDJ            | +2' 10"    |
| 6   | Geraint Thomas   | Ineos Grenadiers        | +2' 10"    |
| 7   | Alexei Luțenko   | Astana-Premier Tech     | +2' 10"    |
| 8   | Richie Porte     | Ineos Grenadiers        | +2' 10"    |
| 9   | Jack Haig        | Team Bahrain Victorious | +2' 10"    |
| 10  | Guillaume Martin | Cofidis                 | +2' 10"    |

| Loc | Concurent          | Echipă                  | Timp        |
| --- | ------------------ | ----------------------- | ----------- |
| 1   | Richie Porte       | Ineos Grenadiers        | 29h 37' 05" |
| 2   | Alexei Luțenko     | Astana-Premier Tech     | +17"        |
| 3   | Geraint Thomas     | Ineos Grenadiers        | +29"        |
| 4   | Wilco Kelderman    | Bora–Hansgrohe          | +33"        |
| 5   | Jack Haig          | Team Bahrain Victorious | +34"        |
| 6   | Miguel Ángel López | Movistar Team           | +38"        |
| 7   | Ion Izagirre       | Astana-Premier Tech     | +38"        |
| 8   | Ben O'Connor       | AG2R Citroën Team       | +47"        |
| 9   | David Gaudu        | Groupama–FDJ            | +1' 12"     |
| 10  | Tao Geoghegan Hart | Ineos Grenadiers        | +1' 57"     |

## Legături externe
- en Site web oficial
- Criteriul Dauphiné 2021 – ProCyclingStats